# Fort Whyte
Pour les articles homonymes, voir Whyte.
Circonscription électorale provinciale du Canada
Fort Whyte est une circonscription électorale provinciale du Manitoba (Canada).
La circonscription est entourée à l'est par Fort Garry et Saint-Norbert, au sud par Saint-Norbert, au nord par River Heights et Tuxedo et à l'ouest par Charleswood et Morris.

## Liste des députés
| Fort Whyte                                                   | Fort Whyte                                                   | Fort Whyte                                                   | Fort Whyte                                                   | Fort Whyte                                                   | Fort Whyte                                                   |
| Nom                                                          | Nom                                                          | Parti                                                        | Mandat                                                       | Législature                                                  |                                                              |
| Circonscription issue de Tuxedo, Fort Garry et Saint-Norbert | Circonscription issue de Tuxedo, Fort Garry et Saint-Norbert | Circonscription issue de Tuxedo, Fort Garry et Saint-Norbert | Circonscription issue de Tuxedo, Fort Garry et Saint-Norbert | Circonscription issue de Tuxedo, Fort Garry et Saint-Norbert | Circonscription issue de Tuxedo, Fort Garry et Saint-Norbert |
| ------------------------------------------------------------ | ------------------------------------------------------------ | ------------------------------------------------------------ | ------------------------------------------------------------ | ------------------------------------------------------------ | ------------------------------------------------------------ |
|                                                              | John Loewen (en)                                             | Progressiste-conservateur                                    | 1999 - 2003                                                  | 37e                                                          |                                                              |
|                                                              | John Loewen (en)                                             | Progressiste-conservateur                                    | 2003 - 2005                                                  | 38e                                                          |                                                              |
|                                                              | Hugh McFadyen                                                | Progressiste-conservateur                                    | 2005 - 2007                                                  | 38e                                                          |                                                              |
|                                                              | Hugh McFadyen                                                | Progressiste-conservateur                                    | 2007 - 2011                                                  | 39e                                                          |                                                              |
|                                                              | Hugh McFadyen                                                | Progressiste-conservateur                                    | 2011 - 2012                                                  | 40e                                                          |                                                              |
|                                                              | Brian Pallister                                              | Progressiste-conservateur                                    | 2012 - 2016                                                  | 40e                                                          |                                                              |
|                                                              | Brian Pallister                                              | Progressiste-conservateur                                    | 2016 - 2019                                                  | 41e                                                          |                                                              |
|                                                              | Brian Pallister                                              | Progressiste-conservateur                                    | 2019 - 2021                                                  | 42e                                                          |                                                              |
|                                                              | Obby Khan (en)                                               | Progressiste-conservateur                                    | 2022 - 2023                                                  | 42e                                                          |                                                              |
|                                                              | Obby Khan (en)                                               | Progressiste-conservateur                                    | 2023 - présent                                               | 43e                                                          |                                                              |